# 9398 Бідельман
9398 Бідельман (9398 Bidelman) — астероїд головного поясу, відкритий 28 вересня 1994 року.
Тіссеранів параметр щодо Юпітера — 3,143.